# 6068 Brandenburg
För andra betydelser, se Brandenburg (olika betydelser).
6068 Brandenburg eller 1990 TJ2 är en asteroid i huvudbältet som upptäcktes den 10 oktober 1990 av de båda tyska astronomen Freimut Börngen och Lutz D. Schmadel vid Tautenburg-observatoriet. Den är uppkallad efter den tyska förbundslandet Brandenburg.
Asteroiden har en diameter på ungefär 9 kilometer och den tillhör asteroidgruppen Eos.